# منتخب أروبا للكورفبال
منتخب أروبا للكورفبال هو ممثل أروبا الرسمي في المنافسات الدولية في كرة السلة الهولندية 
.